# Eduardo César Dos Santos
Eduardo César Dos Santos (Quilmes, Buenos Aires, Argentina, 14 de octubre de 1983) es un futbolista argentino que juega como mediocampista. Su actual equipo es Sacachispas Fútbol Club de la Primera B Metropolitana de Argentina.
Ha jugado en Estudiantes de Caseros, Talleres de Remedios de Escalada, Defensores de Belgrano, Sacachispas Fútbol Club, Club Atlético Douglas Haig, Almagro, Rangers, Albinegros de Orizaba, Reboceros de La Piedad, Club Deportivo Irapuato y Correcaminos de la UAT.

## Clubes
| Club                    | País      | Año             |
| ----------------------- | --------- | --------------- |
| Estudiantes (Bs.As.)    | Argentina | 2005            |
| Talleres (RdE)          | Argentina | 2005 - 2006     |
| Defensores de Belgrano  | Argentina | 2006 - 2007     |
| Douglas Haig            | Argentina | 2007 - 2008     |
| Almagro                 | Argentina | 2008 - 2009     |
| Rangers                 | Chile     | 2009            |
| Albinegros de Orizaba   | México    | 2010            |
| Reboceros de La Piedad  | México    | 2011            |
| Club Deportivo Irapuato | México    | 2012            |
| Correcaminos de la UAT  | México    | 2013            |
| Estudiantes de Altamira | México    | 2014            |
| Sacachispas FC          | Argentina | 2016 - 2018     |
| Deportivo Laferrere     | Argentina | 2018 - 2019     |
| Sacachispas FC          | Argentina | 2019 - presente |

- Datos: Q5340589